# Buch des Gehorsams

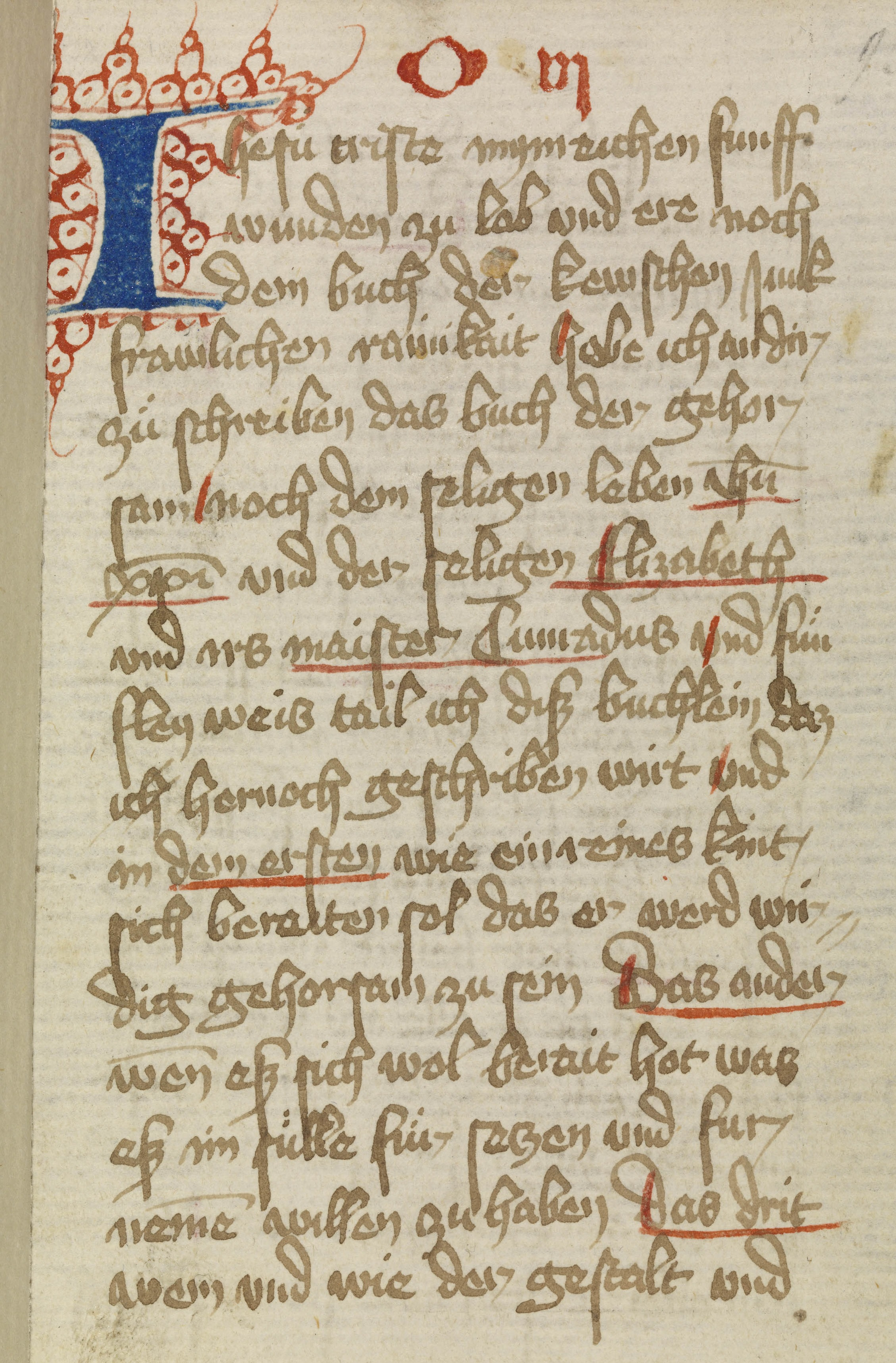
Buch des Gehorsams, erste Seite (Staatsbibliothek Bamberg)

Das Buch des Gehorsams ist ein in mittelhochdeutscher Sprache vor 1430 verfasster, anonymer mystischer Traktat über den Gehorsam.

## Handschriften
Eine Handschrift, früher als Codex 932 fol. 1–157 im Bayerischen Nationalmuseum in München aufbewahrt, befindet sich heute in der Staatsbibliothek Bamberg (Signatur Msc.Lit.191, 160 Blätter). Sie stammt aus dem Dominikanerinnenkloster St. Katharina in Nürnberg.
Die andere wird in der Nationalbibliothek in Prag aufbewahrt (Codex XVI.G.27, 165 Blätter). Sie stammt wahrscheinlich aus dem Klarissenkloster in Eger.
Eine kritische Ausgabe ist in Vorbereitung.

## Inhalt
Das Traktat ist in Prosa als Brief an eine Nonne verfasst. Es beschreibt den widerspruchslosen und freudigen Gehorsam als zentrale Tugend des monastischen Lebens. Der Aufbau der Schrift ist durch die Fünfzahl der Wundmale Christi bestimmt.

## Digitalisat
- Buch des Gehorsams (Staatsbibliothek Bamberg, Msc.Lit.191).